# Panache (film)

Panache est un documentaire québécois réalisé en 2006 (sorti en mars 2007) par André-Line Beauparlant.

## Synopsis
Ce documentaire suit de près six chasseurs de la région de Montcerf, au Québec,.

## Fiche technique
- Réalisation : André-Line Beauparlant
- Photographie : Robert Morin
- Montage : Sophie Leblond
- Production : Coop vidéo de Montréal
- Durée : 90 min
- Couleurs

## Prix et nominations
- Nomination pour le Meilleur documentaire, Prix Genie.